# Некрылово
Некрылово — посёлок в Новохопёрском районе Воронежской области России.
Входит в состав Краснянского сельского поселения.

## Население
| 1859 | 1897 | 2010 | 2011 | 2015 |
| ---- | ---- | ---- | ---- | ---- |
| 566  | ↗863 | ↘783 | ↘780 | ↘762 |

## Инфраструктура
В 2014 году в рамках реализации мероприятий государственной программы «Развитие здравоохранения Воронежской области» в посёлке завершено строительство нового здания фельдшерско-акушерского пункта.
Уличная сеть
- ул. Кольцовская
- ул. Курортная
- ул. Лесная
- ул. МПС
- ул. Мира
- ул. Ольховатка
- ул. Партизанская
- ул. Полевая
- ул. Привокзальная
- ул. Свободы
- ул. Советская